# باشگاه فوتبال آرسنال در فصل ۲۵–۲۰۲۴
فصل ۲۰۲۴–۲۵ باشگاه فوتبال آرسنال، سی و سومین فصل باشگاه فوتبال آرسنال در لیگ برتر، و نود و نهمین فصل متوالی آنها در لیگ برتر فوتبال انگلیس و یکصد و هشتمین فصل لیگ برتر انگلیس است. آرسنال علاوه بر لیگ داخلی، در جام‌های این فصل جام حذفی، جام ای‌اف‌ال (اتحادیه) و لیگ قهرمانان اروپا نیز شرکت خواهد کرد که این دوره سی و نهمین حضور اروپایی آنها خواهد بود. این فصل از ۱ ژوئیه ۲۰۲۴ تا ۳۰ ژوئن ۲۰۲۵ را برگزار خواهد شد.

## بازنگری

### بک گراند
فصل ۲۰۲۴–۲۴ یک فصل رکورد شکنی برای آرسنال بود. آنها فصل خود را با قهرمانی در جام خیریه (سوپرجام) برای هفدهمین بار در تاریخ خود آغاز کردند.
توپچی‌ها سومین تیم جوان در لیگ برتر ۲۰۲۳–۲۴ با میانگین سنی ۲۵ سال و ۱۵۸ روز بودند. آنها ۹۱ گل در لیگ برتر به ثمر رساندند که بالاترین تعداد گل آنها در این رقابت‌ها است. از سال ۱۹۵۲ تا ۱۹۵۳ این بیشترین گلزنی آنها در یک دوره لیگ بود تیم آرتتا در طول فصل فقط ۲۹ گل در لیگ برتر دریافت کرد، پنج گل کمتر از تیم دوم منچستر سیتی. این بهترین رکورد دفاعی آرسنال در ۲۰ سال گذشته بود. آنها با تفاضل گل ۶۲+ در بخش به پایان رسیدند که بالاترین تفاضل گل آنها در تاریخ مسابقات است. توپچی‌ها در لیگ ۱۸ کلین شیت (۷ بار در خانه، ۱۱ بار در خارج از خانه) انجام دادند که ۵ کلین شیت بیشتر از تیم‌های دوم بود.

## پیش فصل
مسابقات اروپایی یوفا یورو ۲۰۲۴ که از تاریخ ۱۴ ژوئن تا ۱۴ جولای در آلمان برگزار شد. ده بازیکن آرسنال (به استثنای بازیکنانی که قرضی شده بودند) در ترکیب تیم‌های حاضر در این تورنمنت قرار گرفتند: لئاندرو تروسار (بلژیک)، آرون رمزدیل، دکلان رایس و بوکایو ساکا (انگلیس)، ویلیام سالیبا (فرانسه)، کای هاورتز (آلمان)، جورجینیو (ایتالیا)، یاکوب کیویور (لهستان)، داوید رایا (اسپانیا) و الکساندر زینچنکو برای (اوکراین). با شکست فرانسه و ویلیام سالیبا در فینال این مسابقات اسپانیا در این مسابقات همراه با رایا قهرمان یورو ۲۰۲۴ شد.
گابریل ماگالایس و گابریل مارتینلی در فهرست تیم ملی فوتبال برزیل برای کوپا آمریکای ۲۰۲۴که از ۲۰ ژوئن تا ۱۴ جولای در ایالات متحده برگزار شد، انتخاب شدند. برزیل در ۶ جولای در مرحله یک چهارم نهایی از این مسابقات حذف شد.
در ۲۴ ژوئن، آرسنال اعلام کرد که با کارل جکوب هاین، دروازه‌بان استونیایی و رشد کرده آکادمی خود، قرارداد جدیدی را امضا کرده است.
در ۱۵ ژوئیه گزارش شد که بازیکنان تیم اصلی که در مسابقات بین‌المللی یورو ۲۰۲۴ یا کوپا آمه‌ریکا غایب نبوده‌اند، برای تمرینات پیش‌فصل به زمین تمرین کولنی لندن بازگشته‌اند.
در ۲۱ ژوئیه، سرمربی تیم، میکل آرتتا یک تیم ۲۶ نفره شامل دوازده بازیکن آکادمی و پایه‌های ارسنال را برای سفر به ایالات متحده که در آنجا سه بازی دوستانه انجام خواهند داد، معرفی کرد.
سه روز بعد، آرسنال در پارک ورزشی دیگنیتی هلث در کارسون کالیفرنیا به مصاف تیم لیگ برتری بورنموث رفت. فابیو ویرا در نیمه اول توپچی‌ها را با یک ضربه والی پیش انداخت. چری با شوت منحرف شده آنتوان سمنیو در نیمه دوم بازی را به تساوی کشاند. در ادامه بازی، یک ضربات پنالتی از پیش برنامه‌ریزی شده انجام شد که باعث شد تیم آرتتا با نتیجه ۵–۴ پیروز شود. کیویور پس از دو سیو توسط هاین، پنالتی برنده را به ثمر رساند.
در ۶ آگوست، باشگاه تأیید کرد که زینچنکو پیراهن شماره ۱۷ را خواهد پوشید و از شماره ۳۵ قبلی خود فاصله می‌گیرد.

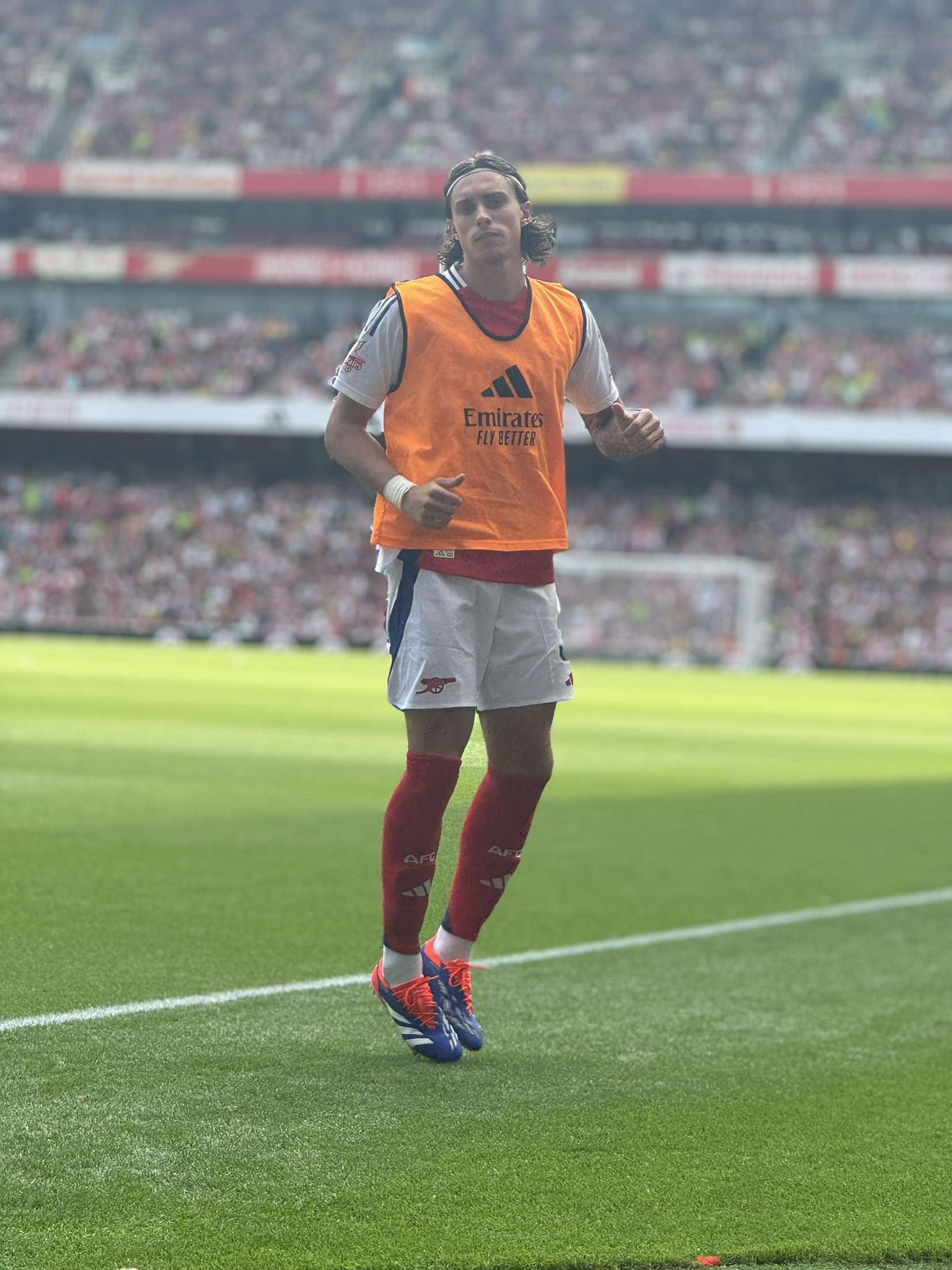
بازیکن جدید باشگاه، ریکاردو کالافیوری در حال گرم کردن در بازی جام امارات ۲۰۲۴

آرسنال بازی‌های دوستانه پیش فصل خود را با شکست ۲–۰ تیم لیگ ۱ لیون به پایان رساند و در ۱۱ آگوست قهرمان امارات جام ۲۰۲۴ شد. ویلیام سالیبا و گابریل ماگالائس هر دو از کرنرهای رایس در نیمه اول گلزنی کردند. خرید جدید باشگاه، ریکاردو کالافیوری اولین بازی غیررقابتی خود را برای توپچی‌ها به عنوان بازیکن تعویضی در دقیقه ۶۴ انجام داد.

#### نقل و انتقالات تیم اول (پنجره نقل و انتقالات تابستانی)
پنجره نقل و انتقالات تابستانی لیگ برتر از ۱۴ ژوئن تا ۳۰ اوت ۲۰۲۵ ادامه دارد. آرسنال در ۳ ژوئن اعلام کرد که باید ۲۲ بازیکن را آزاد (بیشتر بازیکنان تیم‌های پایه و آکادمی) که دو نفر از آنها، محمد الننی و سدریک سوارس، بودند که هرکدام ۱۶۱ و ۶۴ بازی برای تیم اصلی توپچی‌ها در تمامی رقابت‌ها انجام دادند.

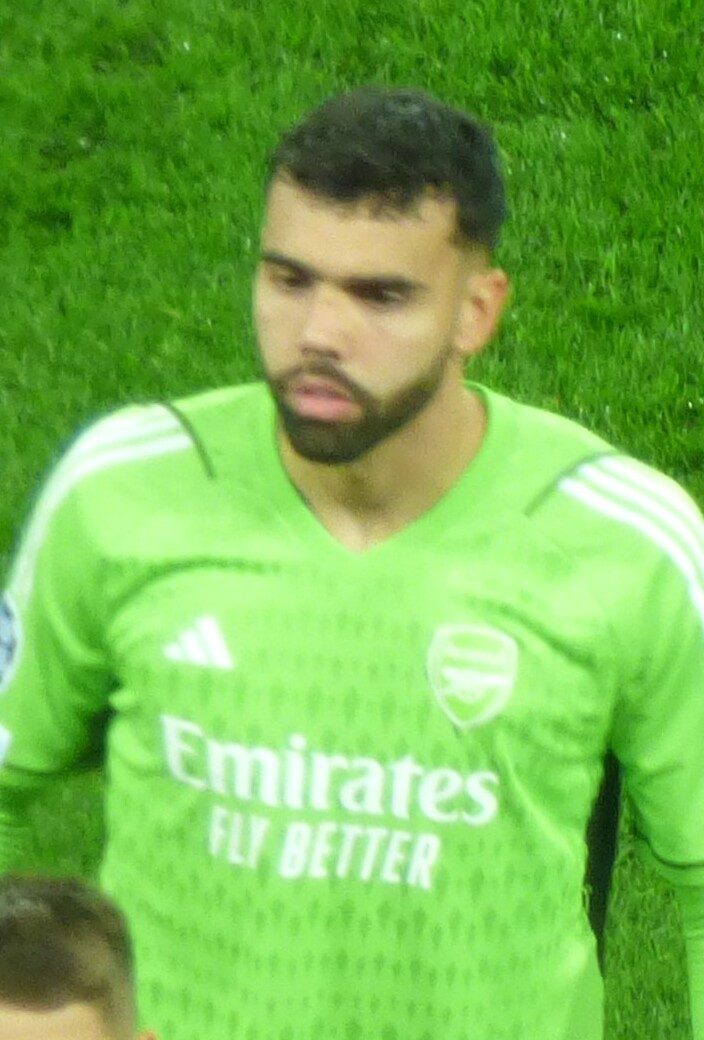
داوید رایا در اکتبر ۲۰۲۳

در ۴ ژوئیه، باشگاه آرسنال تأیید کرد که آنها قرارداد دائمی دروازه‌بان ۲۸ ساله اسپانیایی و برنده دستکش طلایی لیگ برتر دیوید رایا که در یک قرارداد بلند مدت پس از دوره قرضی که در فصل ۲۰۲۳–۲۴ در آرسنال حضور داشت از تیم لیگ برتری برنتفورد را تکمیل کرده است. هزینه انتقال ۲۷ میلیون £ گزارش شده است. او پانزدهمین بازیکن اسپانیایی است که در تیم اصلی آرسنال بازی می‌کند.
آرسنال در ۲۹ ژوئیه تأیید کرد که مدافع ۲۲ ساله ایتالیایی ریکاردو کالافیوری با قراردادی بلندمدت از سری آ به باشگاه پیوسته است بولونیا، مبلغ این قرارداد ۳۳ میلیون یورو اعلام شد که با افزونه‌ها به ۴۲ میلیون یورو افزایش پیدا می‌کند. کالافیوری در آرسنال تیشرت شماره ۳۳ را به تن خواهد کرد، او همچنین چهارمین بازیکن ایتالیایی خواهد بود که برای توپچی‌ها در مسابقات حضور پیدا می‌کند.

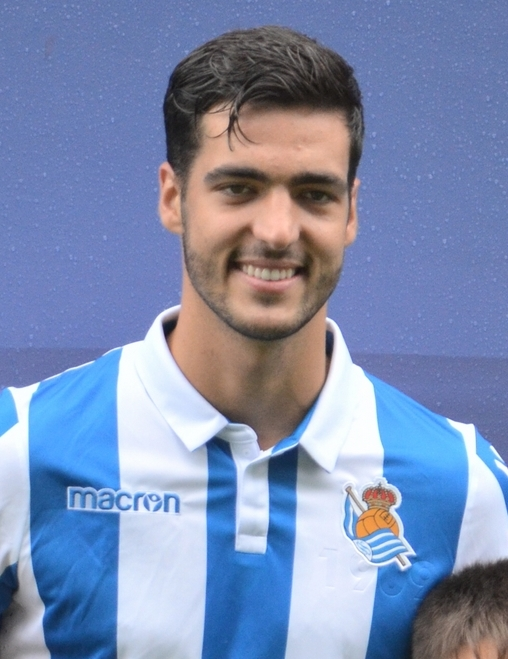
میکل مرینو با رئال سوسیداد در سال ۲۰۱۸

در ۲ آگوست، باشگاه اعلام کرد که هافبک انگلیسی و محصول آکادمی باشگاه امیل اسمیت رو، که ۱۱۵ بازی برای تیم اصلی در تمام مسابقات برای توپچی‌ها انجام داده بود، با یک قرارداد دائم به تیم لیگ برتر  فولام پیوسته است. مبلغ انتقال اولیه ۲۷ میلیون پوند گزارش شده است که به‌طور بالقوه به ۳۴ میلیون پوند افزایش می‌یابد.
توپچی‌ها در ۱۳ اوت تأیید کردند که دروازه‌بان استونیایی کارل هاین به صورت قرضی یک ساله به تیم لالیگا رئال وایادولید پیوسته است.
در ۲۷ آگوست، آرسنال اعلام کرد که هافبک ۲۸ ساله اسپانیایی میکل مرینو با قراردادی طولانی مدت از تیم لالیگا رئال سوسیداد به این باشگاه پیوسته است. هزینه انتقال اولیه ۲۷٫۴ میلیون پوند (۳۲٫۵ میلیون یورو) و پاداش ۴٫۲ میلیون پوندی (۵ میلیون یورو) گزارش شده است. این بازیکن اسپانیایی در باشگاه آرسنال تیشرت شماره ۲۳ را خواهد پوشید، و شانزدهمین اسپانیایی خواهد بود که برای تیم اصلی آرسنال بازی می‌کند.
در ۲۸ آگوست، باشگاه جدایی قرضی هافبک پرتغالی خود فابیو ویرا را تا پایان فصل تأیید کرد.

### آگوست
شاگردان آرتتا فصل خود در لیگ برتر را با پیروزی ۲–۰ مقابل ولورهمپتون واندررز در خانه در تاریخ ۱۷ اوت آغاز کردند. هاورتز در دقیقه ۲۵ با ضربه سر روی ارسال ساکا گل نخست را به ثمر رساند و در دقیقه ۷۴ نقش‌ها عوض شد؛ این بار ساکا پاس هاورتز را دریافت کرد و با شوتی محکم به تیرک نزدیک دروازه، گل دوم را زد. دروازه‌بان آرسنال، رایا، با دو واکنش حیاتی مقابل ضربه سر از فاصله نزدیک یورگن استراند لارسن و شوت والی پابلو سارابیا، دروازه تیمش را بسته نگه داشت. این نتیجه بدین معنا بود که توپچی‌ها در هر ۳۴ دیدار اخیر خود مقابل وولورهمپتون در تمام رقابت‌ها حداقل یک گل به ثمر رسانده‌اند، که طولانی‌ترین گلزنی مقابل یک حریف در تاریخ باشگاه آرسنال است.
در تاریخ ۲۴ آگوست، آرسنال نخستین بازی خارج از خانه خود در فصل جدید را مقابل آستون ویلا برگزار کرد، استون ویلا تنها تیمی بود که در فصل گذشته موفق به کسب پیروزی در بازی رفت و برگشت مقابل توپچی‌ها شده بود. تیم میزبان فکر می‌کردند که در دقیقه ۵۴ پیش افتاده‌اند، زمانی که ضربه انعطاف‌یافته آمادو اونانا به تیر عمودی برخورد کرد و توپ برگشتی در اختیار اولی واتکینز قرار گرفت تا از فاصله نزدیک با ضربه سر گل بزند، اما دروازه‌بان آرسنال، رایا، از زمین بلند شد و با یک حرکت شگفت‌انگیز با یک دست توپ را مهار کرد.
این سیو برنده جایزه سیو ماه لیگ برتر در ماه اوت ۲۰۲۴ شد.
بازیکن تعویضی، تروسارد، در دقیقه ۶۷ با اولین تماس خود با توپ، گل نخست را به ثمر رساند. پارتی در دقیقه ۷۷ با یک شوت از راه دور نخستین گل خود در لیگ برتر به‌عنوان بازیکن خارج از خانه را به ثمر رساند. دو دقیقه بعد، آرتتا سرمربی، بازیکن جدید، ریکاردو کالافیوری را برای اولین بازی خود در تیم آرسنال به میدان فرستاد. پیروزی ۲–۰ به این معنا بود که آرسنال برای سومین بار در تاریخ خود، اولین دو بازی فصل را در لیگ برتر بدون دریافت گل به پایان رسانده است، پیش از این نیز در فصل‌های ۱۹۲۴–۲۵ و ۱۹۷۱–۷۲ چنین دستاوردی را کسب کرده بود.
در تاریخ ۳۰ آگوست، آرسنال اعلام کرد که بازیکن جدید خود میکل مرینو، که تنها سه روز پیش به باشگاه پیوسته بود، در اولین تمرین خود با تیم دچار مصدومیت شانه شده است. او برای چند هفته از میادین دور خواهد بود. گابریل ژسوس و تاکهیرو تومیاسو نیز دچار مصدومیت شده‌اند.
پیش از اولین تعطیلات بین‌المللی فصل، توپچی‌ها در تاریخ ۳۱ آگوست در خانه به مصاف برایتون و هاو آلبیون رفتند. آرتتا مجبور شد چهار بازیکن آکادمی را به‌عنوان ذخیره در لیست قرار دهد، زیرا بازیکنان جدید تیم، نِتو و رحیم استرلینگ، به دلیل عدم ثبت به‌موقع، نمی‌توانستند در این بازی به میدان بروند و تا آن زمان هیچ بازیکن بزرگسال دیگری در دسترس و آماده نداشتند.

## تیم اصلی

### سرمربی، مربیان و دستیاران تیم اصلی
| سمت              | اسم              | ملیت    | تاریخ تولد (سن)      | تاریخ منصوب    | باشگاه قبلی/تیم             | منبع.         |
| ---------------- | ---------------- | ------- | -------------------- | -------------- | --------------------------- | ------------- |
| سرمربی           | میکل ارتتا       | اسپانیا | ۲۶ Mar ۱۹۸۲ (۴۳ سال) | ۲۰ دسامبر ۲۰۱۹ | منچستر سیتی (دستیار سرمربی) | [ ۴۳ ] [ ۴۴ ] |
| دستیاران سرمربی  | آلبرت استیوونبرگ | هلند    | ۳۰ Oct ۱۹۷۰ (۵۴ سال) | ۲۴ دسامبر ۲۰۱۹ | ولز (دستیار سرمربی)         | [ ۴۶ ] [ ۴۷ ] |
| دستیاران سرمربی  | میگل مولینا      | اسپانیا | ۳ Jan ۱۹۹۳ (۳۲ سال)  | ۲۸ اوت ۲۰۲۰    | اتلتیکو مادرید              | [ ۴۹ ] [ ۵۰ ] |
| دستیاران سرمربی  | کارلوس کوستا     | اسپانیا | ۲۹ Jul ۱۹۹۵ (۲۹ سال) | ۲۸ اوت ۲۰۲۰    | یوونتوس                     | [ ۴۹ ] [ ۵۰ ] |
| دستیاران سرمربی  | نیکلاس جوور      | فرانسه  | ۲۸ Oct ۱۹۸۱ (۴۳ سال) | ۵ ژوئیه ۲۰۲۱   | منچستر سیتی مربی            | [ ۵۳ ] [ ۵۴ ] |
| مربی دروازه‌بان‌ها | Iñaki Caña       | اسپانیا | ۱۹ Sep ۱۹۷۵ (۴۹ سال) | ۲۴ دسامبر ۲۰۱۹ | برنتفورد                    | [ ۴۶ ] [ ۴۷ ] |

یادداشت: در ۶ می ۲۰۲۲، آرسنال اعلام کرد که آرتتا قرارداد جدیدی را تا پایان فصل ۲۰۲۴–۲۵ امضا کرده است.

## تیم هیئت مدیره و مدیریت
| جایگاه      | اسم               | Ref.          |
| ----------- | ----------------- | ------------- |
| ریاست مشترک | استن کرونکی       | [ ۵۹ ] [ ۶۰ ] |
| ریاست مشترک | جاش کرونکی        | [ ۵۹ ] [ ۶۰ ] |
| ناعاد       | تیم لوئیس         | [ ۶۰ ] [ ۶۱ ] |
| مدیر        | لرد هریس از پکهام | [ ۵۹ ] [ ۶۰ ] |

| جایگاه           | اسم           | Ref.          |
| ---------------- | ------------- | ------------- |
| مدیر عامل        | ریچارد گارلیک | [ ۶۲ ] [ ۶۳ ] |
| مدیر ورزشی       | ادو گاسپار    | [ ۶۴ ] [ ۶۵ ] |
| رئیس پزشکی ورزشی | ظفر اقبال     | [ ۶۶ ] [ ۶۷ ] |

یادداشت: وینای ونکاتسان در تابستان ۲۰۲۴ از سمت مدیر اجرایی خارج شد.

## قرارداد و نقل و انتقالات

### بازیکنان ورودی
نقل و انتقالات در بازیکنان زیر به‌طور دائم به آرسنال پیوستند و قراردادهای حرفه ای با این باشگاه امضا کردند.
| تاریخ         | No.     | Pos.    | بازیکن            | انتقال از             | هزینه انتقال  | پایان قرارداد | Ref.    |
| تیم اول       | تیم اول | تیم اول | تیم اول           | تیم اول               | تیم اول       | تیم اول       | تیم اول |
| ------------- | ------- | ------- | ----------------- | --------------------- | ------------- | ------------- | ------- |
| ۴ ژوئیه ۲۰۲۴  | ۲۲      | GK      | داوید رایا        | برنتفورد (لیگ برتر)   | ۲۷٫۰ میلیون £ | ۲۰۲۸          | [ ۲۱ ]  |
| ۲۹ ژوئیه ۲۰۲۴ | ۳۳      | DF      | ریکاردو کالافیوری | بولونیا (سری آ)       | £۳۳٫۶ + £۸٫۴  | ۲۰۲۹          | [ ۲۴ ]  |
| ۲۷ اوت ۲۰۲۴   | ۲۳      | MF      | میکل مرینو        | رئال سوسیداد (لالیگا) | £۲۷٫۴ + £۴٫۲  | ۲۰۲۸+۱        | [ ۳۰ ]  |

## کیت‌ها
تأمین کننده: آدیداس / اسپانسر: هواپیمایی امارات / اسپانسر آستین: ویزیت رواندا
| خانه · 0 | خارج از خانه · 0 | دروازه‌بان۱ · 0 | دروازه‌بان۲ · 0 | دروازه‌بان۳ · 0 |

## نتایج مسابقات

#### لیگ برتر انگلیس
| مجموع | مجموع  | مجموع | مجموع | مجموع | مجموع | مجموع | مجموع | خانه | خانه | خانه | خانه | خانه | خانه | مهمان | مهمان | مهمان | مهمان | مهمان | مهمان |
| بازی  | امتیاز | پ     | ت     | ش     | گ‌ز    | گ‌خ    | ت‌گ    | پ    | ت    | ش    | گ‌ز   | گ‌خ   | ت‌گ   | پ     | ت     | ش     | گ‌ز    | گ‌خ    | ت‌گ    |
| ----- | ------ | ----- | ----- | ----- | ----- | ----- | ----- | ---- | ---- | ---- | ---- | ---- | ---- | ----- | ----- | ----- | ----- | ----- | ----- |
| ۴     | ۱۰     | ۳     | ۱     | ۰     | ۶     | ۱     | ۵+    | ۱    | ۱    | ۰    | ۳    | ۱    | ۲+   | ۲     | ۰     | ۰     | ۳     | ۰     | ۳+    |

آخرین بروزرسانی: ۲۱ سپتامبر ۲۰۲۴

منبع: وبسایت رسمی لیگ برتر انگلیس

پ = پیروزی؛ ت = تساوی؛ ش = شکست؛ گ‌ز = گل زده؛ گ‌خ = گل خورده؛ ت‌گ = تفاضل گل

#### نتایج بر پایه مسابقه
- خ: بازی در خانه
- ب: بازی بیرون از خانه

| هفته     | 1 | 2 | 3 | ۴ | ۵ | 6 | 7 | 8 | 9 | 10 | ۱۱ | 12 | 13 | ۱۴ | 15 | 16 | 17 | 18 | 19 | 20 | ۲۱ | 22 | 23 | ۲۴ | 25 | 26 | 27 | ۲۹ | ۲۹ | 30 | 31 | 32 | 33 | 34 | 35 | 36 | 37 | 38 |
| -------- | - | - | - | - | - | - | - | - | - | -- | -- | -- | -- | -- | -- | -- | -- | -- | -- | -- | -- | -- | -- | -- | -- | -- | -- | -- | -- | -- | -- | -- | -- | -- | -- | -- | -- | -- |
| زمین     | خ | ب | خ | ب | ب | خ | خ | ب | خ | ب  | ب  | خ  | ب  | خ  | ب  | خ  | ب  | خ  | ب  | ب  | خ  | خ  | ب  | خ  | ب  | خ  | ب  | ب  | خ  | خ  | ب  | خ  | ب  | خ  | خ  | ب  | خ  | ب  |
| نتیجه    | W | W |   |   |   |   |   |   |   |    |    |    |    |    |    |    |    |    |    |    |    |    |    |    |    |    |    |    |    |    |    |    |    |    |    |    |    |    |
| رده      | 2 | 3 |   |   |   |   |   |   |   |    |    |    |    |    |    |    |    |    |    |    |    |    |    |    |    |    |    |    |    |    |    |    |    |    |    |    |    |    |
| امتیازات | 3 | 6 |   |   |   |   |   |   |   |    |    |    |    |    |    |    |    |    |    |    |    |    |    |    |    |    |    |    |    |    |    |    |    |    |    |    |    |    |

- موقعیت‌ها نوشته شده وضعیت تیم را در پایان هفته‌های بازی نشان می‌دهند، نه موقعیت تیم در پایان مسابقات یا روزهای بازی.

#### بازی‌ها
برنامه مسابقات لیگ در تاریخ ۱۸ ژوئن ۲۰۲۴ اعلام شد. تعدادی از برنامه‌ها، برای پوشش زنده تلویزیونی در بریتانیا یا به دلیل درگیری با رقابت‌های جام‌های داخلی یا اروپایی تغییری در برنامه‌ریزی به وجود آورده است.
| ۱۷ اوت ۲۰۲۴ ۱ | آرسنال                                         | ۲–۰   | ولورهمپتون             | هالووی                                                     |
| ۱۵:۰۰ بی‌اس‌تی  | - هاورتز ۲۵' - ساکا '60, ۷۴' - گابریل ژسوس '88 | گزارش | - Gomes '23 - Toti '38 | ورزشگاه: استادیوم امارات تماشاگران: ۶۰٫۲۶۱ داور: جارد گیلت |

| ۲۴ اوت ۲۰۲۴ ۲ | استون ویلا   | ۰–۲   | آرسنال                                                            | بیرمنگهام                             |
| ۱۷:۳۰ بی‌اس‌تی  | - اونانا '72 | گزارش | - رایس '45+3 - گابریل '57 - تروسارد ۶۷' - پارتی ۷۷' - اودگارد '89 | ورزشگاه: ویلا پارک داور: مایکل اولیور |

| ۳۱ اوت ۲۰۲۴ ۳ | آرسنال                                                             | ۱–۱   | باشگاه فوتبال برایتون اند هوو آلبیون | هالووی                                              |
| ۱۲:۳۰ بی‌اس‌تی  | - هاورتر ۳۸' - رایس '۴۲ '۴۹ - پارتی '45+4 - تیمبر '70 - رایا '90+4 | گزارش | - پدرو ۵۸', '90+6 - مینته '70        | ورزشگاه: امارات تماشاگران: ۶۰٫۳۲۶ داور: کریس کاوانا |

| ۱۵ سپتامبر ۲۰۲۴ ۴ | تاتنهام                                                                       | ۰–۱   | آرسنال                                               | تاتنهام                                                  |
| ۱۴:۰۰ بی‌اس‌تی      | - اودوگی '27 - بنتکور '32 - ویکاریو '37 - Van de Ven '45+2 - Kulusevski '45+2 | گزارش | - سالیبا '15 - تیمبر '35 - جورجینیو '49 - گابریل ۶۴' | ورزشگاه: تاتنهام هاتسپر تماشاگران: ۶۱٫۶۴۵ داور: جرد ژیلت |

| ۲۲ سپتامبر ۲۰۲۴ ۵ | منچستر سیتی                                                        | ۲–۲   | آرسنال | منچستر                                                       |
| ۱۶:۳۰ بی‌اس‌تی      | - هالند ۹' - Ederson '22 - دیاز '45+1 - سیلوا '90+1 - استونز ۹۰+۸' | گزارش | - کالافیوری ۲۲' - تروسار الگو:Sentoff - گابریل ۴۵+۱' - پارتی '45+7 - Lewis-Skelly '65 - رایس '83 - گابریل ژسوس '90+6 | ورزشگاه: استادیوم اتحاد تماشاگران: ۵۲٫۸۴۶ داور: مایکل اولیور |

| ۲۸ سپتامبر ۲۰۲۴ ۶ | آرسنال                                                                                               | ۴–۲   | لستر سیتی                                                               | هالووی                                                       |
| ۱۵:۰۰ بی‌اس‌تی      | - مارتینلی ۲۰' - تروسارد ۴۵+۱' - سالیبا '46 - کالافیوری '49 - اندیدی ۹۰+۴' (گل‌به‌خودی) - هاورتز ۹۰+۹' | گزارش | - واردی '20 - اندیدی '31 - جاستین ۴۷'، ۶۳' - اسکیپ '50 - Buonanotte '70 | ورزشگاه: ورزشگاه امارات تماشاگران: ۶۰٫۳۲۳ داور: ساموئل باروت |

### جام حذفی فوتبال انگلستان
آرسنال به عنوان یک تیم لیگ برتری در ژانویه ۲۰۲۵ در مرحله سوم جام حذفی راهی مسابقات این جام خواهد شد.
| ۱۰–۱۳ ژانویه ۲۰۲۵ دور سوم |  | v |  |  |

### جام اتحادیه فوتبال انگلستان
توپچی‌ها در دور سوم به عنوان یکی از تیم‌های لیگ برتر شرکت کننده در مسابقات یوفا وارد جام اتحادیه فوتبال انگلستان شدند و متعاقباً در خانه مقابل تیم لیگ یکی باشگاه فوتبال بولتون واندررز در خانه قرار خواهند گرفت.
| ۲۵ سپتامبر ۲۰۲۴ دور سوم | Arsenal | v | بولتون واندررز (3) | هالووی                        |
| ۱۹:۴۵ بی‌اس‌تی            |         |   |                    | ورزشگاه: باشگاه فوتبال امارات |

## لیگ قهرمانان اروپا

#### فاز لیگ
ضریب باشگاهی آرسنال در یوفا در پایان فصل گذشته ۷۲٫۰۰۰ امتیاز بود. آن‌ها در سید دوم قرعه‌کشی مرحله لیگ قرار داشتند که در تاریخ ۲۹ اوت ۲۰۲۴ برگزار شد. آرسنال به صورت تصادفی با تیم‌های باشگاه فوتبال پاری سن-ژرمن و اینتر میلان از سید اول، شاختار دونتسک و آتالانتا از سید دوم، دینامو زاگرب و اسپورتینگ لیسبون از سید سوم، و در نهایت موناکو و خیرونا (که برای اولین بار حضور داشتند) از سید چهارم هم‌گروه شد.

### خلاصه نتایج
| مجموع | مجموع  | مجموع | مجموع | مجموع | مجموع | مجموع | مجموع | خانه | خانه | خانه | خانه | خانه | خانه | مهمان | مهمان | مهمان | مهمان | مهمان | مهمان |
| بازی  | امتیاز | پ     | ت     | ش     | گ‌ز    | گ‌خ    | ت‌گ    | پ    | ت    | ش    | گ‌ز   | گ‌خ   | ت‌گ   | پ     | ت     | ش     | گ‌ز    | گ‌خ    | ت‌گ    |
| ----- | ------ | ----- | ----- | ----- | ----- | ----- | ----- | ---- | ---- | ---- | ---- | ---- | ---- | ----- | ----- | ----- | ----- | ----- | ----- |
| ۸     | ۱۹     | ۶     | ۱     | ۱     | ۱۶    | ۳     | ۱۳+   | ۴    | ۰    | ۰    | ۹    | ۰    | ۹+   | ۲     | ۱     | ۱     | ۷     | ۳     | ۴+    |

آخرین بروزرسانی: ۱۰ آوریل ۲۰۲۵

منبع: یوفا

پ = پیروزی؛ ت = تساوی؛ ش = شکست؛ گ‌ز = گل زده؛ گ‌خ = گل خورده؛ ت‌گ = تفاضل گل

### نتایج بر پایه راند
| راند     | 1  | 2  | 3  | 4  | 5 | 6  | 7  | 8 |
| -------- | -- | -- | -- | -- | - | -- | -- | - |
| زمین     | A  | خ. | خ. | م  | A | خ. | خ. | A |
| نتیجه    | ت  | پ  | پ  | ش  |   |    |    |   |
| جایگاه   | 16 | 13 | 9  | 12 |   |    |    |   |
| امتیازات | 1  | 4  | 7  | 7  |   |    |    |   |

### بازی‌ها
| ۱۹ سپتامبر ۲۰۲۴ ۱              | آتلانتا                     | ۰–۰   | آرسنال | برگامو، ایتالیا                                                            |
| ۲۱:۰۰ سی‌ای اس‌تس (۲۰:۰۰ بی‌اس‌تی) | - Éderson '12 - Retegui 51' | گزارش |        | ورزشگاه: Stadio di Bergamo تماشاگران: ۲۲٫۸۵۸ داور: Clément Turpin (France) |

| ۱ اکتبر ۲۰۲۴ ۲ | آرسنال                                   | ۲–۰   | باشگاه فوتبال پاری سن-ژرمن | London, England                                                            |
| ۲۰:۰۰ بی‌اس‌تی   | - Havertz ۲۰' - Saka ۳۵' - Calafiori '76 | گزارش | - Fabián '76               | ورزشگاه: Emirates Stadium تماشاگران: ۶۰٬۱۰۳ داور: Slavko Vinčić (Slovenia) |

| ۲۲ اکتبر ۲۰۲۴ ۳ | Arsenal                                                             | ۱–۰   | Shakhtar Donetsk       | London, England                                                           |
| 20:00 BST       | - Riznyk ۲۹' (گل‌به‌خودی) - White '34 - Trossard 77' - Martinelli '84 | گزارش | - Pedro Henrique '90+6 | ورزشگاه: Emirates Stadium تماشاگران: ۵۹٬۵۹۴ داور: Benoît Bastien (France) |

| ۶ نوامبر ۲۰۲۴ ۴       | Inter Milan                                              | ۱–۰   | Arsenal                           | Milan, Italy                                                      |
| 21:00 CET (20:00 GMT) | - Martínez '15 - Çalhanoğlu ۴۵+۳' (پنالتی) - Barella '68 | گزارش | - Gabriel '15 - Gabriel Jesus '68 | ورزشگاه: San Siro تماشاگران: ۷۵٬۲۲۲ داور: István Kovács (Romania) |

| ۲۶ نوامبر ۲۰۲۴ ۵      | Sporting CP | v     | Arsenal | Lisbon, Portugal               |
| 20:00 WET (20:00 GMT) |             | گزارش |         | ورزشگاه: Estádio José Alvalade |

| ۱۱ دسامبر ۲۰۲۴ ۶ | Arsenal | v     | Monaco | London, England           |
| 20:00 GMT        |         | گزارش |        | ورزشگاه: Emirates Stadium |

| ۲۲ ژانویه ۲۰۲۵ ۷ | آرسنال | v | دیناموزاگرب | لندن، انگلستان            |
| 20:00 GMT        |        |   |             | ورزشگاه: Emirates Stadium |

### یک شانزدهم
در نتیجه قرار گرفتن در رتبه سوم مرحله لیگ، آرسنال در قرعه‌کشی مرحله یک‌هشتم نهایی که در تاریخ ۲۱ فوریه ۲۰۲۵ برگزار شد، در سید تیم‌های برتر قرار گرفت و بازی برگشت را در خانه برگزار خواهد کرد. آن‌ها برای سومین فصل پیاپی در رقابت‌های اروپایی با تیم هلندی پی‌اس‌وی آیندهوون روبه‌رو شدند.
| ۴ مارس ۲۰۲۵ دیدار رفت | پی‌اس‌وی آیندهوون                  | ۱–۷   | آرسنال | آیندهوون، هلند                                                             |
| ۲۱:۰۰ CET (۲۰:۰۰ GMT) | - لَنگ ۴۳' (پنالتی) - مالاسیا '89 | گزارش | - تیمبر ۱۸', '69 - نوانری ۲۱' - لوئیس-سکلی '24 - مرینو ۳۱' - پارتی '42 - اودگارد ۴۷'، ۷۳' - تروسار ۴۸' - کالفیوری ۸۵' | ورزشگاه: ورزشگاه فیلیپس تماشاگران: ۳۴٬۴۰۰ داور: خسوس خیل مانسانو (اسپانیا) |

| ۱۲ مارس ۲۰۲۵ دیدار برگشت | آرسنال                                                     | ۲–۲ (۹–۳ گ.ح.) | پی‌اس‌وی آیندهوون                        | لندن، انگلستان                                                          |
| ۲۰:۰۰ GMT                | - زینچنکو ۶' - رایس ۳۷', '63 - کیویور '42 - استرلینگ '90+3 | گزارش          | - پریشیچ ۱۸' - بابادی '34 - دریویش ۷۰' | ورزشگاه: ورزشگاه امارات تماشاگران: ۵۹٬۴۱۰ داور: راده اُبرنوویچ (اسلوونی) |

### یک چهارم نهایی
قرعه‌کشی ترتیب بازی‌های رفت و برگشت مرحله یک‌چهارم نهایی در تاریخ ۲۱ فوریه ۲۰۲۵ و پس از قرعه‌کشی مرحله یک‌هشتم نهایی برگزار شد.
در پی صعود رئال مادرید با پیروزی برابر رقیب همشهری‌اش اتلتیکو مادرید در ضربات پنالتی، آرسنال در قرعه‌کشی با پرافتخارترین تیم اروپا، یعنی قهرمان ۱۵ دوره لیگ قهرمانان اروپا روبه‌رو شد و بازی رفت را در خانه برگزار خواهد کرد.
| ۸ آوریل ۲۰۲۵ دیدار رفت | آرسنال                                  | ۳–۰   | رئال مادرید              | لندن، انگلستان                                                                 |
| ۲۰:۰۰ BST              | - پارتی '54 - رایس ۵۸'، ۷۰' - مرینو ۷۵' | گزارش | - کاماوینگا الگو:Sentoff | ورزشگاه: ورزشگاه امارات تماشاگران: ۶۰٬۱۱۰ داور: ایرفان پلجتو (بوسنی و هرزگوین) |

## دیگر آمارها
| امتیاز نهایی | امتیاز در تمام دوران؛ آرسنال در اول لیست.                             | شماره.                                                                | شماره پیراهن بازیکنان                                                 | رده.                                                                  | رده                                                                   |
| حریف         | تیم حریف بدون پرچم انگلیسی.                                           | (N)                                                                   | بازی در استادیوم بی‌طرف انجام شده.                                     | بازی در استادیوم بی‌طرف انجام شده.                                     | بازی در استادیوم بی‌طرف انجام شده.                                     |
| (H)          | بازی در خانه                                                          | (A)                                                                   | بازی در خارج از خانه                                                  | بازی در خارج از خانه                                                  | بازی در خارج از خانه                                                  |
| بازیکنان*    | بازیکنی که در طول فصل به‌طور دائم یا قرضی به آرسنال پیوسته‌اند          | بازیکنی که در طول فصل به‌طور دائم یا قرضی به آرسنال پیوسته‌اند          | بازیکنی که در طول فصل به‌طور دائم یا قرضی به آرسنال پیوسته‌اند          | بازیکنی که در طول فصل به‌طور دائم یا قرضی به آرسنال پیوسته‌اند          | بازیکنی که در طول فصل به‌طور دائم یا قرضی به آرسنال پیوسته‌اند          |
| بازیکن†      | بازیکنی که در طول فصل به‌طور دائم یا به صورت قرضی از آرسنال جدا شده‌اند | بازیکنی که در طول فصل به‌طور دائم یا به صورت قرضی از آرسنال جدا شده‌اند | بازیکنی که در طول فصل به‌طور دائم یا به صورت قرضی از آرسنال جدا شده‌اند | بازیکنی که در طول فصل به‌طور دائم یا به صورت قرضی از آرسنال جدا شده‌اند | بازیکنی که در طول فصل به‌طور دائم یا به صورت قرضی از آرسنال جدا شده‌اند |
| بازیکن#      | بازیکنی از تیم زیر ۲۱ سال یا زیر ۱۸ سال آرسنال                        | بازیکنی از تیم زیر ۲۱ سال یا زیر ۱۸ سال آرسنال                        | بازیکنی از تیم زیر ۲۱ سال یا زیر ۱۸ سال آرسنال                        | بازیکنی از تیم زیر ۲۱ سال یا زیر ۱۸ سال آرسنال                        | بازیکنی از تیم زیر ۲۱ سال یا زیر ۱۸ سال آرسنال                        |

ورودی‌ها:
بازیکنان زیر اولین بازی‌های خود را برای تیم اصلی آرسنال در طول رقابت‌های قهرمانی انجام دادند.
- ش.پ. شماره پیراهن

| تاریخ       | ش.پ. | پست.  | بازیکن             | سن | Final score | حریف       | رقابت           | منبع.         |
| ----------- | ---- | ----- | ------------------ | -- | ----------- | ---------- | --------------- | ------------- |
| ۲۴ اوت ۲۰۲۴ | ۳۳   | مدافع | ریکاردو کالافیوری* | ۲۲ | الگو:WinDL  | استون ویلا | لیگ برتر انگلیس | [ ۳۸ ] [ ۳۷ ] |